# Bono Tatsuya
Tatsuya Bono (sinh ngày 27 tháng 4 năm 1967) là một cầu thủ bóng đá người Nhật Bản.
>

## Sự nghiệp câu lạc bộ
Tatsuya Bono đã từng chơi cho Gamba Osaka.